# Relations entre l'Arménie et le Liban
Les relations entre l'Arménie et le Liban se réfèrent aux relations bilatérales entre l'Arménie et le Liban. Le Liban est le huitième pays du monde à accueillir le plus d'Arméniens et est le seul membre de la Ligue arabe qui reconnaît le génocide arménien.

## Aide humanitaire
Pendant le conflit israélo-libanais de 2006, l'Arménie a annoncé qu'elle allait envoyer une aide humanitaire au Liban. Selon le gouvernement arménien, un montant non précisé de médicaments, de tentes et d'équipement anti-incendie a été alloué aux autorités libanaises le 27 juillet 2006,.

## Reconnaissance du génocide arménien
Le 11 mai 2000, le parlement libanais a voté pour la reconnaissance du génocide arménien.

## Relations culturelles
La grande communauté arménienne du Liban y dispose de plusieurs partis politiques et est reconnue comme une institution à part entière avec des sièges réservés au parlement. Tashnag est le plus grand parti arménien au Liban, actuellement au gouvernement. Il appartient à l'Alliance du 8-Mars, des partis politiques soutiennent l'opposition, l'Alliance du 14-Mars.